# 笑う三人姉妹
『笑う三人姉妹』（わらうさんにんしまい）は、NHKのよるドラで、2005年5月16日から6月16日まで放送されたテレビドラマ作品。

## 概要
結婚に行き遅れた3人姉妹の幸せ探しをテーマにストーリー展開する。

## 登場人物

### 三人姉妹とその親族
松岡かもめ
演 - 浅野ゆう子
松岡家長女・40歳。職業は人呼んで「慰謝料弁護士」で自らの法律事務所を持つ。恋愛を頭脳で考えるタイプ。司法試験中の20代の頃に恋人がいた。
松岡すずめ
演 - 光浦靖子
松岡家二女・36歳。職業はタロット占い師で、「花園麗華」と名乗る。かもめの事務所の向かいに占い部屋を開いている。他人の恋愛占いはよく当たる方だが、自らの占いには消極的。
松岡つばめ
演 - 牧瀬里穂
松岡家三女・30歳。職業は女優で「青井鳩」の芸名で活動中。恋愛には活動的だが、男の見る目がないのか未婚。
松岡幸平
演 - 橋爪功
三姉妹の父親。現職・ボランティア活動の一員。昔はレコード針製造メーカーの主任を務めていたが、ラーメン屋チェーンの事業主に転職も失敗。未婚の三人の将来が気がかり。
野沢時枝
演 - 野際陽子
幸平の夫人で、三姉妹の実母。26年前にかもめの家庭教師と駆け落ちして家を出た。正式な離婚はしていない。現在は「残り物料理研究家」の肩書きで料理教室を開講している。

### その他の登場人物
立花幸子
演 - 小林幸子
幸平のボランティア活動の職場仲間。積極かつ行動的人物の持ち主。幸平に好意を持つ。
広瀬ヘンリー
演 - 田辺誠一
松岡家に同居するイギリス帰りの建築家。同居のきっかけは、無計画に増改築した松岡家の建物に惚れたのが理由だが、真の目的は、実父の捜索に幸平をアテにしたことである。
堀北
演 - 映美くらら
看護師。
安田勝
演 - 益岡徹
かもめの大学時代の恋人。かもめが司法試験に合格し、自分が不合格となり仲が途絶えるが、数年ぶりにかもめと再会した。
室岡
演 - 井上順
時枝の料理教室の生徒で、広告代理店勤務。気さくな時枝と心を通わせて、その恋が芽生えて時枝に告白した。
塚越吾一
演 - 石倉三郎
幸平の元部下で、レコード針会社の技術者。公私隔てず松岡家に出入りしており、三人姉妹からは「塚越のおじちゃん」と呼び、親しまれている。

## スタッフ
- 作 - 秋元康
- 音楽 - 谷川賢作
- タイトルイラスト - 水森亜土